# Ein Sommer mit Coo

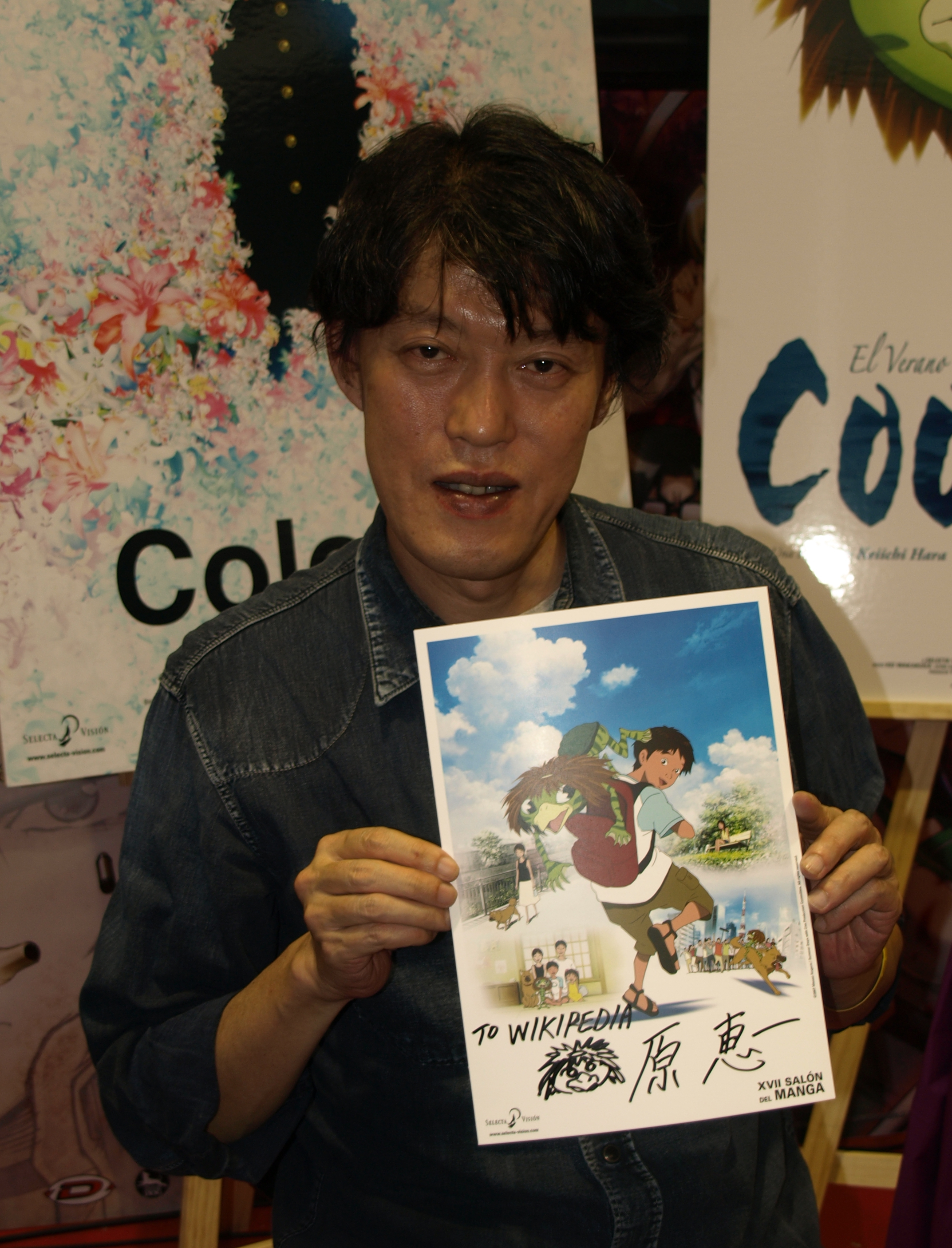
Keiichi Hara mit einem Poster des Films auf dem Salón del Manga de Barcelona 2011

Ein Sommer mit Coo (Originaltitel: japanisch 河童のクゥと夏休み Kappa no Ku to Natsuyasumi) ist ein japanischer Zeichentrickfilm aus dem Jahr 2007 von Regisseur Keiichi Hara (jap. 原 恵一 Hara Keiichi), der auch das Drehbuch schrieb. 

## Handlung
Japan während der Edo-Zeit: Ein kleiner Kappa (Wasserkobold) lebt mit seinem Vater im Drachengott-Sumpf, der schon seit Urzeiten ihre Heimat ist. Ein korrupter Staatsbeamter und Samurai will nun den Sumpf trockenlegen, um darauf mit Reisfeldern Geld zu verdienen. Der Kappa-Vater bittet den Samurai, seinen Plan noch einmal zu überdenken, da die Kappas sonst keinen Ort mehr haben, an dem sie noch leben könnten. Der Samurai wird wütend und schlägt dem Kappa einen Arm ab und tötet ihn darauf mit seinem Samuraischwert. Der Kappa-Sohn hat dies beobachtet und wird nun selbst vom Samurai bedroht. Plötzlich beginnt ein Erdbeben und der kleine Kappa fällt in eine Erdspalte und wird darin begraben. 
Hunderte Jahre später im heutigen Tokio: Der junge Koichi findet am Ufer des Kurome-Flusses einen eiförmigen Stein. Als er ihn gegen eine Wand wirft, bricht er in zwei Teile und man kann darin ein versteinertes Wesen erkennen. Koichi nimmt den Stein mit nach Hause. Als er ihn im Wasser wäscht, erwacht das versteinerte Wesen zum Leben und entpuppt sich als der kleine Kappa. Koichi gibt dem Kappa den Namen Coo, da dieser Geräusche macht, die sich wie der Name anhören.
Nachdem Vater Yasuo und Mutter Yukari davon erfahren, erlauben sie ihrem Sohn, den Kappa in der Wohnung aufzunehmen. Nur Koichis kleine Schwester Hitomi hat eine Abneigung gegen das neue Familienmitglied. Auch Alter, der Hund der Familie, freundet sich mit Coo an und zeigt ihm, wie man ohne den Mund zu bewegen, mit der Stimme in seinem Kopf miteinander kommunizieren kann. Als die Familie hört, dass es in Tōno Kappas geben soll, macht sich Koichi mit Coo im Zug auf die Reise dorthin. In einem Gasthof trifft Coo auf einen Hausgeist in der Gestalt eines kleinen Mädchens (Zashiki Warashi), welcher ihm erzählt, dass er seit hundert Jahren keinen Kappa mehr gesehen hat. Coo will nun wieder nach Hause, doch Koichi nimmt ihn zuvor noch nach Kamaishi und zeigt ihm dort das Meer. 
Als sie wieder in Tokio ankommen, wird Koichi von zwei Reportern abgefangen, die ihn gegen seinen Willen festhalten, seinen Rucksack öffnen und Fotos vom Kappa machen. Am nächsten Tag werden die Fotos in einer Zeitschrift veröffentlicht. Nach langem zögern ist die Familie bereit, den geheimgehaltenen Kappa der Öffentlichkeit vorzustellen. Coo akzeptiert einen Auftritt in einer Fernsehsendung. Dort trifft er auf einen Nachfahren des Samurai, der den abgeschlagenen Arm des Kappa-Vaters als Trophäe präsentiert. Coo nimmt den Arm seines Vaters an sich und flüchtet mit der Unterstützung des Hundes aus dem Studio. Auf der Flucht wird der Hund von einem Auto angefahren und stirbt. Coo klettert mit dem Arm seines Vaters auf den Tokyo Tower. Aufgrund der Hitze ist er ausgetrocknet, hat keine Kraft mehr und will vor Verzweiflung vom Turm springen. Plötzlich tauchen aus dem Nichts dunkle Wolken am Himmel auf, die Regen bringen und dazwischen erscheint die Gestalt eines Drachen am Himmel. Koichi und seine Familie bringen Coo wieder nach Hause. Nachdem Coo einen Brief erhalten hat, in dem ihn jemand auffordert zu ihm zu kommen, will er fort und sich in einem Paket dorthin schicken lassen. Die Familie ist traurig, doch muss sie erkennen, dass das Leben für Coo in der Stadt gegen seine Natur ist. Coo erklärt, dass die Menschen der Erde den Boden und das Wasser rauben, aber er bei Familie Uehara auch gelernt hat, dass nicht alle Menschen schlecht sind. Koichi bringt Coo nach Kiyose und verschickt ihn von dort, damit die vor dem Haus lauernden Reporter dies nicht mitbekommen. Der Empfänger des Pakets ist ein anderes Fabelwesen, ein Kijimuna, welches sich in die Gestalt eines Menschen verwandeln kann. Hier in Yambaru auf der Insel Okinawa können die beiden abgeschieden von den Menschen in Frieden leben. Später nimmt Coo sich jedoch vor weiter nach Kappas suchen und auch Koichi noch einmal zu besuchen. 

## Synchronisation
| Rolle          | Originalstimme    | Deutsche Stimme   |
| -------------- | ----------------- | ----------------- |
| Coo            | Kazato Tomizawa   | Tanya Kahana      |
| Koichi Uehara  | Takahiro Yokokawa | Patrick Baehr     |
| Yasuo Uehara   | Naoki Tanaka      | Stefan Staudinger |
| Yukari Uehara  | Naomi Nishida     | Katrin Zimmermann |
| Hitomi Uehara  | Tamaki Matsumoto  | Rubina Kuraoka    |
| Coos Vater     | Kenichi Nagira    | Stefan Krause     |
| Sayoko Kikuchi | Natsuki Uematsu   | Lisa Mitsching    |
| Alter (Hund)   | Yoshito Yasuhara  | Tilo Schmitz      |

## Veröffentlichung
Die Erstaufführung in Japan fand am 28. Juli 2007 statt. In Japan spielte der Film an den Kinokassen rund 3 Millionen US-Dollar ein.
In Deutschland wurde der Film am 5. Februar 2011 im Rahmen der 5. Japanischen Filmwoche in Düsseldorf gezeigt. Erstausstrahlung im deutschen Fernsehen war am 12. August 2012 auf Super RTL. Auf DVD erschien er am 23. Februar 2009 unter dem Titel Summer Days with Coo bei AV Visionen.

## Kritiken
„Unterhaltsames Anime mit einem gewöhnungsbedürftigen Zeichenstil und einer eher hässlichen Hauptfigur, die indes schnell Sympathiepunkte gewinnt. Die vielen ernsten Themen werden mitunter etwas schulmeisterlich vorgetragen; einige gewalttätigere Szenen sind durchaus nachvollziehbar in die Handlung integriert, lassen den Film für kleinere Kinder aber weniger geeignet erscheinen.“

„Fünf Jahre hat der Regisseur an seinem Trickfilm gearbeitet, der in bester Tradition der Animes aus den Ghibli Studios ausgearbeitet wurde. Die Zeichnungen sind detailreich und stilgetreu realen Vorbildern wie Gebäuden, Landschaften oder Inneneinrichtungen nachempfunden. Farben wurden gekonnt eingesetzt und natürliche Lichtverhältnisse bei Regen, Sonnenschein oder unterschiedlichen Tageszeiten gestaltet. Die FSK hat den Film wohl wegen der Eingangssequenz, in der Coos Vater von einem Samurai getötet wird, erst ab 12 Jahre freigegeben. In seinem weiteren Verlauf könnte der Film allerdings auch durchaus schon für jüngere Zuschauer geeignet und interessant sein.“

„Ökologisch ausgerichteter japanischer Animationsfilm, in dessen Mittelpunkt die sommerlichen Abenteuer eines Jungen und seines merkwürdigen mythischen Kappa-Freundes stehen. Während schnell klar wird, wie schwer das Leben für so ein Geschöpf in der modernen Großstadt ist, wirkt vor allem das Ausmaß an Zivilisation bedrohlich: Es ist kaum noch möglich, eine verborgene Ecke zu finden, die noch nicht der unaufhaltsamen ‚Entwicklung‘ zum Opfer gefallen ist. Ähnlich wie die Filme Hayao Miyazakis nimmt ‚Summer Days With Coo‘ seine jungen Zuschauer ernst und legt ihnen Respekt vor Tieren und der Natur ans Herz.“

## Auszeichnungen
- Asia Pacific Screen Awards 2007: Nominierung Bester animierter Spielfilm
- Japanese Academy Award 2008: Nominierung Bester Animationsfilm
- Mainichi Eiga Concours 2008: Auszeichnung Bester Animationsfilm
- Japan Media Arts Festival 2008: Auszeichnung Großer Preis für Animation